# Alexis o il trattato della lotta vana
Alexis è il primo romanzo della scrittrice francese Marguerite Yourcenar, pubblicato per la prima volta nel 1929. È un romanzo epistolare scritto in prima persona. È una lunga lettera di un musicista che dichiara la propria omosessualità alla moglie.

## Edizioni in italiano
- M. Yourcenar, Alexis, o il trattato della lotta vana, trad. di Maria Luisa Spaziani, ed. Feltrinelli, Milano 1962, (con Il colpo di grazia);
- M. Yourcenar, Alexis o il trattato della lotta vana, trad. di Maria Luisa Spaziani, ed. Feltrinelli, Milano 1983;
- M. Yourcenar, Alexis o il trattato della lotta vana, fa parte di Opere 1: Romanzi e racconti, introduzione dell'autrice, cronologia, traduzione di Oreste Del Buono, ed. Bompiani, Milano 1986. contiene: Il colpo di grazia; Moneta del sogno; Memorie di Adriano; L'opera al nero; Anna, soror...; Un uomo oscuro; Una bella mattina; Fuochi; Novelle orientali.[1]
- M. Yourcenar, Alexis, o Il trattato della lotta vana, trad. di Maria Luisa Spaziani, ed. CDE, Milano 1994, (con Il colpo di grazia);
- M. Yourcenar, Alexis o il trattato della lotta vana, Il colpo di grazia, trad. di Maria Luisa Spaziani, [a cura di Dacia Maraini, Corriere della Sera, Milano 2013.